# Hartmut Schmidt (Ökonom)
Hartmut Schmidt (* 27. Oktober 1941 in Halle / Saale) ist ein deutscher Betriebswirt und emeritierter Professor für Betriebswirtschaftslehre (BWL) an der Universität Hamburg.

## Leben
Hartmut Schmidt absolvierte von 1961 bis 1966 ein Studium der Betriebswirtschaftslehre an der Albert-Ludwigs-Universität Freiburg, der Universität zu Köln und der Universität des Saarlandes in Saarbrücken. 1966 schloss er sein Studium als Diplom-Kaufmann (Dipl.-Kfm.) ab.
Von 1966 bis 1969 war Schmidt wissenschaftlicher Mitarbeiter am Institut für Geld-, Bank- und Börsenwesen der Universität des Saarlandes (Direktor Wolfgang Stützel). 1967 erreichte er den akademischen Grad Diplom-Handelslehrer (Dipl.-Hdl.). 1969 folgte seine Promotion zum Dr. rer. oec. Das Thema seiner Dissertation lautete Börsenorganisation zum Schutze der Anleger.
Von 1969 bis 1974 hatte Schmidt eine Anstellung an der School of Management der Syracuse University in den Vereinigten Staaten von Amerika (USA). Dort war er von 1969 bis 1970 Lecturer, von 1970 bis 1973 Assistant Professor und von 1973 bis 1974 Associate Professor of Finance.
Von 1974 bis 2006 war Hartmut Schmidt ordentlicher Universitätsprofessor und Inhaber des Lehrstuhls für Allgemeine Betriebswirtschaftslehre (ABWL) mit dem Schwerpunkt Finanzierung und Bankbetriebslehre am Institut für Geld- und Kapitalverkehr der Universität Hamburg. Von 1978 bis 2006 fungierte er als Geschäftsführender Direktor des Instituts für Geld- und Kapitalverkehr der Universität Hamburg. Von 1992 bis 1993 war er Dekan des Fachbereichs Wirtschaftswissenschaften der Universität Hamburg.
Seit dem 1. Oktober 2006 ist Hartmut Schmidt emeritiert.

## Forschungsschwerpunkte
Seine Forschungsschwerpunkte waren Mikrostruktur und Kapitalmarkt.

## Schriften (Auswahl)
- Wertpapierbörsen. Strukturprinzip, Organisation, Kassa- u. Terminmärkte, Vahlen, München 1988, ISBN 3-8006-1319-0
- Corporate governance in Germany, Nomos-Verlagsgesellschaft, 1. Auflage, Baden-Baden 1997, ISBN 3-7890-4623-X
- Hartmut Schmidt / Eberhart Ketzel / Stefan Prigge (Hrsg.): Wolfgang Stützel – Moderne Konzepte für Finanzmärkte, Beschäftigung und Wirtschaftsverfassung, Mohr Siebeck Verlag, Tübingen 2001, ISBN 3-16-147614-X